# Gare d'Anchamps
La gare d'Anchamps est une gare ferroviaire française de la ligne de Soissons à Givet, située sur le territoire de la commune d'Anchamps, dans le département des Ardennes, en région Grand Est.
C'est une halte de la Société nationale des chemins de fer français (SNCF), desservie par des trains régionaux du réseau TER Grand Est.

## Situation ferroviaire
Établie à 141 mètres d'altitude, la gare d'Anchamps est située au point kilométrique (PK) 171,604 de la ligne de Soissons à Givet, entre les gares de Laifour et de Revin. Elle dispose de deux quais latéraux, qui mesurent 120 m.

## Fréquentation
Selon les estimations de la SNCF, la fréquentation annuelle de la gare figure dans le tableau ci-dessous.
| Année     | 2015  | 2016  | 2017  | 2018  | 2019  | 2020  | 2021  | 2022  | 2023  | 2024  |
| --------- | ----- | ----- | ----- | ----- | ----- | ----- | ----- | ----- | ----- | ----- |
| Voyageurs | 6 400 | 5 123 | 6 235 | 6 979 | 7 376 | 5 694 | 5 985 | 7 550 | 9 409 | 7 459 |

## Service des voyageurs

### Accueil
Gare de la SNCF, c'est un point d'arrêt non géré (PANG), à accès libre.

### Desserte
Anchamps est desservie par des trains omnibus du réseau TER Grand Est, circulant entre les gares de Charleville-Mézières et de Givet.

## Dans la littérature
Dans le récit souriant d'une épopée touristique au long de la Sambre et de la Meuse, recueilli dans Chemins d'eau, Jean Rolin s'extasie devant la succession des gares qui ponctuent son trajet de Givet à Charleville-Mézières (pour lui, chacune « pourrait être celle où débarque le narrateur d'Un balcon en forêt ») et spécialement des panneaux invitant à prendre garde au train croiseur, où il choisit de lire « sans doute une allusion, pour les enfants, à quelque moloch du premier âge industriel ».